# Khalfan Mubarak
Khalfan Mubarak (en árabe: خلفان مبارك خلفان عبيد الرزي الشامسي‎; Ajman, 9 de mayo de 1995) es un futbolista emiratí que juega en la demarcación de centrocampista para el Al Jazira Club de la Liga Árabe del Golfo.

## Selección nacional
Tras jugar en la selección de fútbol sub-18 de Emiratos Árabes Unidos, finalmente hizo su debut con la selección absoluta el 3 de junio de 2016 en un encuentro amistoso contra Jordania que finalizó con un resultado de 1-3 a favor del combinado jordano tras los goles de Salem Sultan por parte del combinado emiratí, y de Hamza Al-Dardour, Mohannad Khairullah y Baha' Abdel-Rahman para Jordania.

### Goles internacionales
| # | Fecha               | Estadio                                               | Oponente | Gol | Resultado | Competición        |
| - | ------------------- | ----------------------------------------------------- | -------- | --- | --------- | ------------------ |
| 1 | 10 de enero de 2019 | Estadio Jeque Zayed, Abu Dabi, Emiratos Árabes Unidos | India    | 1–0 | 2-0       | Copa Asiática 2019 |

## Clubes
| Club                    | País                   | Año         | Partidos | Goles |
| ----------------------- | ---------------------- | ----------- | -------- | ----- |
| Shabab Al-Ahli Dubai FC | Emiratos Árabes Unidos | 2011 - 2013 | 4        | 0     |
| Al-Jazira SC            | Emiratos Árabes Unidos | 2013 -      | 113      | 25    |

## Palmarés

### Campeonatos nacionales
| Título                                    | Club         | País                   | Año  |
| ----------------------------------------- | ------------ | ---------------------- | ---- |
| Liga Árabe del Golfo                      | Al-Jazira SC | Emiratos Árabes Unidos | 2017 |
| Copa Presidente de Emiratos Árabes Unidos | Al-Jazira SC | Emiratos Árabes Unidos | 2016 |